# Living Store
Living Store SPA  es una empresa Chilena dedicada a la fabricación y venta de sofás, muebles tapizados y sus derivados. Fue fundada en el año 2012 por Carlos Riquelme Figueroa. Su sede central está en Santiago de Chile, comuna de Quinta Normal, donde comercializa y distribuye sus productos para todo Chile.

## Historia
La empresa Living Store SPA fue fundada en el año 2012 por Carlos Riquelme Figueroa, en Santiago de Chile, su fundador ya tenía experiencia en la fabricación de sofás, la empresa logra reconocimiento e inicia a ofrecer sus servicios a través del comercio electrónico mediante la creación del sitio web de la empresa. En el año 2013  comienza el proceso de fabricación de muebles, sofás tapizados y derivados; posteriormente contrata un equipo especializado para elaborar diseños que cumplan con la demanda de sofás en el mercado chileno.
En el año 2014, en la sede principal se habilita un showroom donde se exhiben los productos, así mismo da inicio al desarrollo de proyectos personalizados, de acuerdo  a las especificaciones de sus clientes. A partir del año 2016 ofrece alternativas en texturas, diseños y colores de telas y cueros; posteriormente en el año 2017 incorporan colecciones con tratamientos técnicos que facilitan la limpieza, higiene y durabilidad. Para el año 2018 la fabricación de sofás se concentra en atender oficinas, con diseños poco tradicionales.   
Producto de la pandemia COVID-19, Living Store  en conjunto con instituciones de salud, comienza la fabricación y comercialización de un colchón para posicionamiento Prono Vigil, este colchón contribuye a mejorar la ventilación de los pacientes con dificultades respiratorias, además de evitar el uso de la Ventilación Mecánica. En la actualidad, LivingStore continua con la fabricación de sofás y otros productos tapizados, atendiendo principalmente a clientes particulares, diseñadores independientes, oficinas de arquitectura, empresas e instituciones.